# Esbareich
Esbareich település Franciaországban, Hautes-Pyrénées megyében. Lakosainak száma 79 fő (2022. január 1.). Esbareich Ourde, Cierp-Gaud, Signac, Binos, Ferrère, Mauléon-Barousse és Sost községekkel határos.

## Népesség
A település népességének változása:
| Lakosok száma | 77   | 80   | 81   | 82   | 82   | 82   | 80   | 77   | 79   |
|               | 2013 | 2015 | 2016 | 2017 | 2018 | 2019 | 2020 | 2021 | 2022 |